# Jean-Emmanuel Vermot-Desroches
Jean-Emmanuel Vermot-Desroches (* 1974 in Marseille, Frankreich) ist ein französischer Comiczeichner.
Er studierte an der École supérieure de l’image, in der Stadt Angoulême, welche auch als „Stadt des Comics“ bekannt wurde. Eine größere Bekanntheit erhielt er, auch in Deutschland, mit seiner Comic-Reihe Donjon.

## Werke
- Jean-Emmanuel Vermot-Desroches: Donjon Monster. Berlin Reprodukt 2009, ISBN 978-3-941099-18-0 (deutsch).
- Marc Cantin (Autor), Jean-Emmanuel Vermot-Desroches (Illustration): Les Maléfices d’Halequin. Band 2, Nathan Verlag, 2004, ISBN 978-2-09-250280-8 (französisch).
- Natacha Scheidhauer-Fradin (Autorin), Jean-Emmanuel Vermot-Desroches (Illustration): La préhistoire. Editions, Milan 2013, ISBN 978-2-74-596489-2 (französisch).
- Elisabeth Marrou (Autorin), Jean-Emmanuel Vermot-Desroches (Illustration), und andere: Dis-moi c’est qui? Verlag Larousse, 2013, ISBN 978-2-03-589276-8 (französisch).